# الانتخابات التشريعية الجزائرية 2017
الانتخابات التشريعية الجزائرية 2017 م تم إجراؤها في الرابع من شهر ماي 2017 لأعضاء المجلس الشعبي.
جرت لأول مرة تحت إشراف الهيئة العليا المستقلة لمراقبة الانتخابات التي تم إنشاؤها بمقتضى المادة 194 من دستور 6 مارس 2016م والتي يرئسها عبد الوهاب دربال الذي عُين من قبل رئيس الجمهورية.

## الأحزاب والقوائم

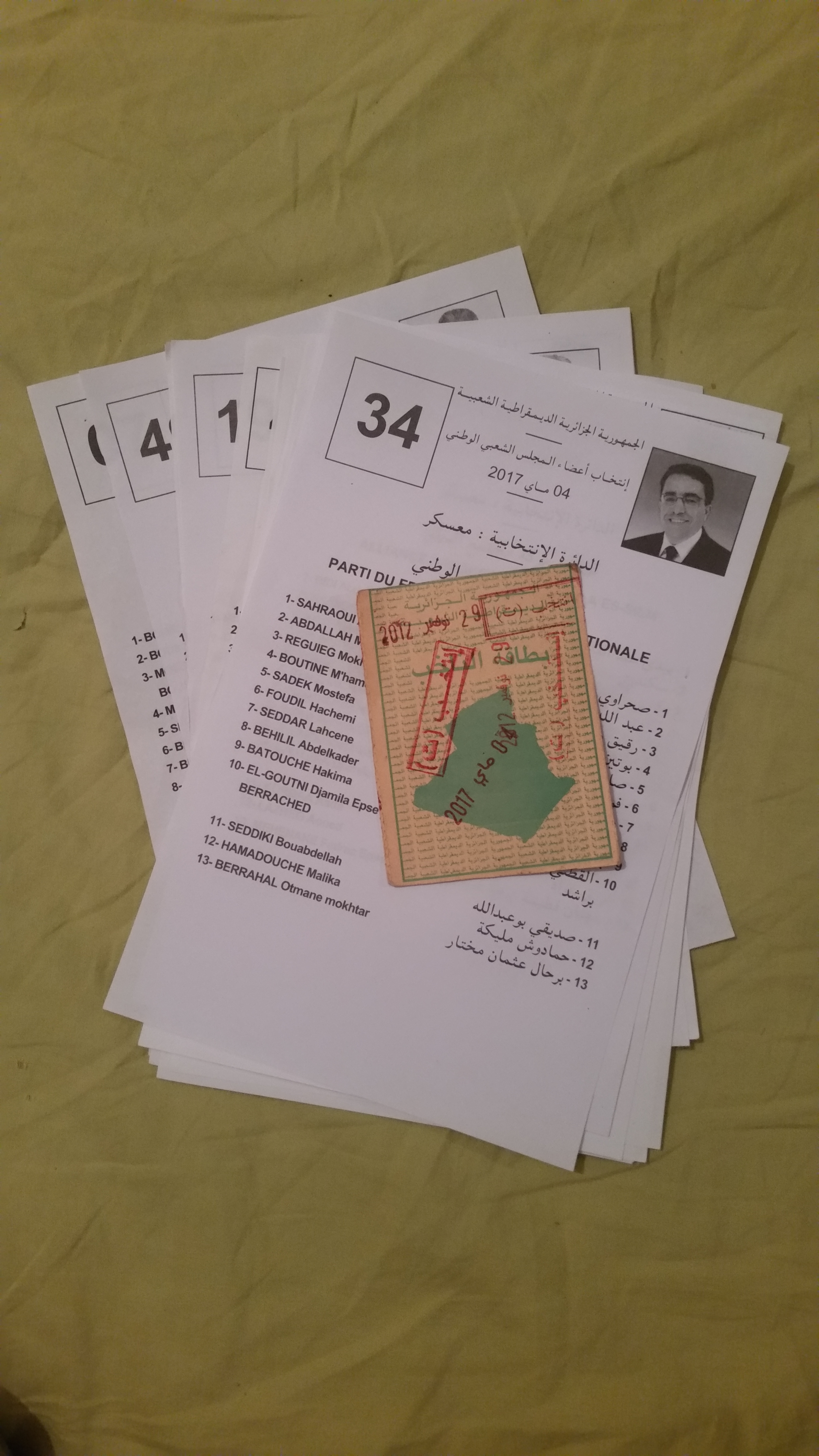
قوائم المترشحين و بطاقة ناخب

23.3 مليون ناخب بالقوائم الانتخابية بينهم نحو مليون بالخارج، و53 ألف مكتب اقتراع، ويشارك 12,591 مرشحا في 938 قائمة انتخابية حزبية ، و1,125 مرشحا في 98 قائمة حرة.
بلغ عدد الأحزاب المشاركة 57 حزبا يتنافس 27 مرشحا على كل مقعد، عدد المقاعد 462 مقعدا في المجلس الشعبي الوطني.
- حزب جبهة التحرير الوطني 614 مرشحا ضمن 52 قائمة انتخابية
- حزب التجمع الوطني الديمقراطي 614 مرشحا ضمن 52 قائمة
- تحالف حركة مجتمع السلم 610 مرشحين ضمن 51 قائمة
- تجمع أمل الجزائر 570 مرشحا ضمن 49 قائمة
- تحالف النهضة والعدالة والبناء 576 مرشحا ضمن 48 قائمة
- حزب التحالف الوطني الجمهوري 421 مرشحا ضمن 36 قائمة
- حزب الجبهة الوطنية الجزائرية 443 مرشحا ضمن 34 قائمة
- حزب العمال 517 مرشحا ضمن 39 قائمة
- حزب جبهة المستقبل 557 مرشحا ضمن 47 قائمة
- حزب الحركة الشعبية الجزائرية 571 مرشحا ضمن 47 قائمة

24 حزبا شارك بأقل من عشر قوائم انتخابية وأربعة أحزاب تشارك بقائمة واحدة.
خمسة أحزاب تمكنت من تغطية قوائمها كل ولايات الوطن الـ48، وحزبان مقاطعان الانتخابات:
- طلائع الحريات
- حزب جيل جديد

## نتائج الانتخابات
أعلن نور الدين بدوي وزير الداخلية أن نسبة المشاركة بلغت 37.09%؛ وفي يوم 5 ماي أُعلن عن نتائج الفرز 
وفاز حزب جبهة التحرير الوطني بالانتخابات التشريعية بحصوله على 164 مقعد من بين 462 مقعد بالمجلس الشعبي الوطني لكنه لم يحصل على الأغلبية المطلقة.
| حزب                 | حزب                                    | أصوات      | %     | مقاعد                 | +/-  |
| ------------------- | -------------------------------------- | ---------- | ----- | --------------------- | ---- |
|                     | حزب جبهة التحرير الوطني                |            |       | 164 منها 50 امرأة     | –44  |
|                     | التجمع الوطني الديمقراطي               |            |       | 97 مقعد منهم 37 امرأة | +29  |
|                     | تحالف حركة مجتمع السلم – جبهة التغيير  |            |       | 33 مقعد منهم 6 نساء   | -    |
|                     | تجمع أمل الجزائر                       |            |       | 19 مقعد منهم 4 نساء   | جديد |
|                     | الاتحاد من أجل النهضة والعدالة والبناء |            |       | 15 منها 4 نساء        | –    |
|                     | جبهة القوى الاشتراكية                  |            |       | 14 منهم 3 نساء        | –13  |
|                     | جبهة المستقبل                          |            |       | 14 منهم 2 للنساء      | +12  |
|                     | الحركة الشعبية الجزائرية               |            |       | 13                    | +6   |
|                     | حزب العمال                             |            |       | 11 منهم 3 نساء        | –13  |
|                     | التجمع من أجل الثقافة والديمقراطية     |            |       | 9 منهم 3 نساء         | جديد |
|                     | التحالف الوطني                         |            |       | 8 مقاعد منهم 4 نساء   | +5   |
|                     | حركة الوفاق الوطني                     |            |       | 4 مقاعد               |      |
|                     | حزب الكرامة                            |            |       | 3                     |      |
|                     | حزب الحرية والعدالة                    |            |       | 2                     |      |
|                     | حزب الشباب                             |            |       | 2                     |      |
|                     | عهد 54                                 |            |       | 2                     | –1   |
|                     | التجمع الوطني الجمهوري                 |            |       | 2 منها 1 نساء         | 0    |
|                     | حركة الانفتاح                          |            |       | 2                     | +1   |
|                     | جبهة النضال الوطني                     |            |       | 2                     |      |
|                     | الجبهة الديمقراطية الحرة               |            |       | 2                     |      |
|                     | الحزب الوطني للتضامن والتنمية          |            |       | 2                     | –2   |
|                     | الجبهة الوطنية الجزائرية               |            |       | 1                     | –8   |
|                     | حزب الفجر الجديد                       |            |       | 1                     |      |
|                     | حركة الاصلاح الوطني                    |            |       | 1                     | –    |
|                     | تحالف تكتل الفتح                       |            |       | 1                     |      |
|                     | الجبهة الوطنية للعدالة الاجتماعية      |            |       | 1                     |      |
|                     | جبهة الجزائر الجديدة                   |            |       | 1                     |      |
|                     | اتحاد القوى الديمقراطية والاجتماعية    |            |       | 1                     |      |
|                     | الجبهة الوطنية للحريات: مقعد واحد      |            |       | 1                     |      |
|                     | حزب التجديد الجزائري                   |            |       | 0                     | 1    |
|                     | الاتحاد للتجمع الوطني                  |            |       | 1                     |      |
|                     | الاتحاد الوطني من اجل التنمية          |            |       | 1                     |      |
|                     | الحركة الوطنية للعمال الجزائريين       |            |       | 1                     |      |
|                     | حركة المواطنين الاحرار                 |            |       | 1                     |      |
|                     | حزب العدل والبيان                      |            |       | 1                     |      |
|                     | جبهة الشباب الديمقراطي للمواطنة        |            |       | 1                     |      |
|                     | مترشحون أحرار                          |            |       | 28 منها 6 نساء        | +10  |
| أصوات بيضاء / ملغية | أصوات بيضاء / ملغية                    |            | –     | –                     | –    |
| مجموع               | مجموع                                  |            | 100   | 462                   |      |
| ناخبين مسجلين/نسبة  | ناخبين مسجلين/نسبة                     | 23,251,503 | 38.25 | –                     | –    |
| مصدر: الخبر         |                                        |            |       |                       |      |

## تصريحات بخصوص الانتخابات
- طالب موسى تواتي رئيس حزب الجبهة الوطنية الجزائرية طالب السلطة بإرجاع أصوات حزبه المسلوبة ودخل في إضراب مفتوح عن الطعام. [11][12]
- صرح عمار غول رئيس تجمع أمل الجزائر قائلا أن النتائج تعبر عن وعي مناضليه[13]
- التجمع من أجل الثقافة و الديمقراطية إعتبرها بمثابة أزمة
- صرح رئيس الهيئة العليا المستقلة لمراقبة الانتخابات عبد الوهاب دربال أن: سير الانتخابات إيجابي وهناك إخطارات كثيرة من حيث العدد 358 لكنها بالمقارنة مع المترشحين معقولة جدا درجة 16 أبلغ بها النائب العام لأنها تتبع جنائي أما الباقي كلها تنظيمية متعلقة بالتنظيم مثل التشميع غير موجود الأوراق غير كافية ولم يعلن عن أسماء المراقبين أو شيْ من هذا القبيل أو الاحتجاج على القائميين على الصندوق بالذات مثل الشك في الحيادية، والإخطارات من حيث أن تأخذ مجراها بشكل فاعل لا تتجاوب هي والمدة الزمنية المعطات للمجلس الدستوري في اعداد النتائج؛ الاخطار الذي يأتي إلى النائب العام في قضية جزائية كي يحقق فيها قد تأخذ أكثر من 72 ساعة والمجلس الدستوري مجبر في 72 ساعة يعطي النتائج النهائية فهذه الغدد التي ليست منسجمة مع بعض ربما تضيع بعض الحقوق للناس أو تجعل بعض الهياكل المتعلقة بتنظيم الانتخابات ربما تتضارب أو ربما لا تأدي الدور المطلوب من شفافية العملية الانتخابية المنصوص عليها في الدستور هذا كل يتطلب الكثير من إعادة النظر ولعله لو لم تكن هذه التجربة لم نكن لنتنبه إلى هذه المسألة.[14]
- حركة البناء تتحمل نتائج الانتخابات التي لم تأتي بنتائج جيدة لها.
- الرسيدي يتهم السلطات بتضخيم نسبة المشاركة.
- اتحاد النهضة والعدالة والبناء «السلطة أضاعت فرصة تعميق الديمقراطية».
- رئيس جبهة المستقبل، عبد العزيز بلعيد «مرتاحون للنتائج الإيجابية التي حققها الحزب في الانتخابات التشرعية».[15]
- لويزة حنون تتعهد باسترجاع المقاعد المسروقة.[16][17]

## نتائج المجلس الدستوري
ترسيم النتائج من قيبل المجلس الدستوري يعلن عنه في غضون أواخر شهر ماي.
وأعلن المجلس الدستوري عن النتائج المؤقتة لتشريعيات الرابع ماي، حيث انخفضت نسبة المشاركة من37,09٪ إلى 35,37٪، في حين ارتفعت المقاعد التي حصل عليها أويحي من 97 إلى 100 مقعد.
وارتفع عدد المقاعد المخصصة للنساء من 118 إلى 121 امرأة وأعلن المجلس الدستوري عن فتح الطعون ابتداء من نهار أمس إلى غاية 10 ماي الجاري على الساعة الثامنة مساء.
كشف المجلس الدستوري، يوم أمس الإثنين، النتائج الرسمية للانتخابات التشريعة بنسبة مشاركة حددت بـ 35.37 بالمئة أكثر من 65 ألف مكتب اقتراع بالتراب الوطني، بالإضافة إلى مكاتب التصويت خارج الجزائر للجالية الجزائرية المقيمة هناك.
- حزب جبهة التحرير الوطني 164 مقعد
- التجمع الوطني الديمقراطي 100 مقعد
- تحالف مجتمع السلم 33 مقعد
- القوائم المستقلة 28 مقعد
- الحركة الشعبية الجزائرية 13 مقعد[21]

وأعلن المجلس الدستوري مساء اليوم الخميس 18 مايو 2017 عن النتائج النهائية للانتخابات التشريعية التي جرت يوم 4 ماي الماضي، بعد دراسة الطعون.
وكان حزب جبهة التحرير الوطني الخاسر الأكبر بعد أن فقد 3 مقاعد جديدة ليكتفي بـ161 مقعدا في البرلمان الجديد.
وأعلن المجلس عن تقديم 299 طعنا من طرف المترشحين والأحزاب السياسية، وبعد دراستها تم رفض 4 مقاعد في الشكل لعدم استيفائها الشروط القانونية، كما تم رفض 275 طعنا لعدم كفاية أدلة الإثبات أو لعدم التأسيس، فيما تم قبول 20 طعنا.
ولم تؤثر الطعون المقبولة على توزيع المقاعد في كل من إليزي مسيلة سطيف ووهران، فيما مس التغيير دائرتين انتخابيتين هما البليدة والمدية.
ومست التغييرات الأحزاب التالية:
- جبهة التحرير الوطني 161 مقعدا بدلا من 164
- تحالف حركة مجتمع السلم 34 مقعدا بدلا من 33
- تجمع أمل الجزائر 20 مقعدا بدلا من 19
- الجبهة الوطنية الجزائرية مقعد واحد بدلا من لا شيء[22]